# Osmay Acosta
Osmay Acosta Méndez Duarte (ur. 3 kwietnia 1985 w Hawanie) – kubański bokser, brązowy medalista olimpijski, wicemistrz świata.

## Kariera sportowa
Występuje na ringu w wadze ciężkiej. Zdobywca brązowego medalu w igrzyskach olimpijskich w 2008 roku w Pekinie.
W 2009 roku podczas mistrzostw świata amatorów w Mediolanie zdobył srebrny medal w kategorii do 91 kg. Jest także złotym medalistą igrzysk panamerykańskich w 2007 roku w Rio de Janeiro i Igrzysk Ameryki Środkowej i Karaibów w 2006 roku.